# Samu Kerevi
Samuela Vatuniveivuke Kerevi (Vuda Point, 27 de septiembre de 1993) es un jugador australiano de rugby nacido en Fiyi, que se desempeña como centro y juega en los Queensland Reds, franquicia del Super Rugby. Es internacional con los Wallabies desde 2016.

## Carrera
Criado desde su infancia en Australia, Kerevi debutó en la primera de GPS Rugby en 2012. A fines de 2013 firmó un contrato profesional con los Queensland Reds, desde entonces juega con ellos. A su vez participa del National Rugby Championship, la competición australiana, integrando el plantel de Brisbane City.

## Selección nacional
En 2012 representó a los Baby Flying Fijians, compitiendo en el Campeonato Mundial y finalizando en el penúltimo lugar de Sudáfrica 2012. En este torneo Kerevi ya destacó; marcando tres tries.

### Wallabies
Michael Cheika lo convocó a los Wallabies para disputar los test matches de mitad de año 2016 y debutó siendo titular frente al XV de la Rosa. Su buen nivel le permitió consolidarse en la titularidad y ser convocado a The Rugby Championship 2016, desde allí Kerevi siempre fue seleccionado.
Hasta el momento lleva en total 25 partidos jugados y 25 puntos marcados, productos de cinco tries.

## Palmarés
- Campeón del National Rugby Championship de 2014 y 2015.